# Décor dans le théâtre chilien
Le décor dans le théâtre chilien se caractérise par un éclectisme qui s'expliquerait, notamment, par les influences diverses que les décorateurs ont subies dans l'immédiat après-guerre, au cours de leurs séjours d'étude en Europe.
Certains ont commencé par étudier la peinture. C'est le cas de Héctor del Campo (né en 1954), qui obtient en 1975 le prix Premio « École des Beaux-Arts — Salón de Alumnos » de l'Université du Chili (« la U »). Dans ses principaux décors, il recherche la synthèse de la lumière, de la couleur et de la forme et tend à une simplification et une certaine sobriété.
C'est aussi le cas d'Oscar Navarro, connu pour être l'illustrateur de La Vie d'un homme d'Andreiev, de Corruption au Palais de Justice de Betti et de nombreux autres spectacles au Teatro experimental de l'Université du Chili, et qui est porté vers le symbolisme et l’expressionnisme.
C'est encore le cas de Carlos Johnson, à la production diversifiée, et de Guillermo Núñez, volontiers haut en couleur.

## Décorateurs de théâtre chilien
Quant à Bernardo Trumper et Fernando Debesa, formés en France, ils ont fait des études d'architecture.
Signalons l'influence de Chirico et du quattrocento chez le peintre décorateur italien, Claudio du Giralamo, et notons les œuvres réalisées par Raul Aliaga, Jaime Errazuriz, Francisco Errazuriz, Francisco Mendez, Pedro Miranda et Jaime Eyzaguirre.
Le scénographe belge Herbert Jonckers établi au Chili a pour sa part étudié l'architecture d'intérieur à Bruxelles.